# عمر مهدي زيدان
عمر مهدي زيدان ويُعرف أيضًا باسم أبو المنذر الأردني (توفي في 11 مارس 2017). أردني من مواليد حي حنينا في مدينة إربد شمال المملكة الأردنية. تأثر بأبو مصعب الزرقاوي وأبو محمد المقدسي اللذان تعرَّف عليهما في السجن فترة عقوبتهم بخصوص ما يُعرف بقضية تنظيم بيعة الإمام. قبل أن يخرج بعفو ملكي عام من قِبل الملك عبد الله الثاني الذي ورث العرش بعد وفاة والده الملك الحسين بن طلال، بتاريخ 22 مارس 1999. كما أن له شقيقين سبق أن انضما لتنظيم القاعدة في أفغانستان، أحدهما كان مرافقا لأسامة بن لادن، والآخر اعتقل لسنوات في معتقل غوانتانامو. وتعود أصول عائلة زيدان لمدينة الخليل في الضفة الغربية لفلسطين.

## انضمامه لتنظيم الدولة الإسلامية
برز اسم عمر مهدي زيدان في العام 2013، بنشره رسائل تأييد صريحة من داخل الأردن لتنظيم الدولة الإسلامية، وخصومته مع كافة رموز التيار الجهادي في المملكة أمثال أبو محمد المقدسي وأبو قتادة الفلسطيني اللذان يُعتبران من أبرز شخصيات السلفية الجهادية المعارضة للتنظيم. وفي أكتوبر من العام 2014، التحق بتنظيم الدولة، وغاب عدة شهور عن الأنظار، قبل أن يظهر في إصدار من الموصل وهو يأخذ البيعات من وجهاء العشائر لأبي بكر البغدادي.

### منصبه
لم يشغل زيدان منصب رئيس مجلس الشورى داخل التنظيم كما قيل عنه، وإنما شغل منصب مسؤول في ديوان التعليم، ثم انتقل للهيئة الشرعية (شرعي عام)، كما تولى عدة مهام أخرى.

## وفاته
قُتل بقصف للتحالف الدولي في حي الدواسة في الجانب الأيمن من مدينة الموصل أثناء قيادته لهجوم لاستعادة المجمع الحكومي من القوات العراقية.